# Берава
Берава (пол. Bierawa, нім. Birawa, 1936-45: Reigersfeld) — село в Польщі, у гміні Берава Кендзежинсько-Козельського повіту Опольського воєводства.
Населення — 1363 особи (2011).

## Демографія
Демографічна структура станом на 31 березня 2011 року:
|          | Загалом | Допрацездатний вік | Працездатний вік | Постпрацездатний вік |
| -------- | ------- | ------------------ | ---------------- | -------------------- |
| Чоловіки | 639     | 96                 | 445              | 98                   |
| Жінки    | 724     | 105                | 446              | 173                  |
| Разом    | 1363    | 201                | 891              | 271                  |